# Johann Jakob Wolfer
Johann Jakob Wolfer (* 13. Dezember 1799 in Ebingen; † 30. August 1851 in Reutlingen) war ein württembergischer Oberamtmann.

## Leben und Werk
Der Sohn eines Strumpffabrikanten besuchte das Lyzeum in Tübingen. Von 1813 bis 1819 machte er eine Ausbildung in der Schreiberei, u. a. als Inzipient bei der Kameralverwaltung Ebingen. Zwischen 1819 und 1822 studierte er Staatswissenschaften in Tübingen. 1822 und 1824 legte er die höheren Dienstprüfungen beim Departement der Finanzen und beim Departement des Inneren in Stuttgart ab.
Er begann seine berufliche Laufbahn 1823 als Oberamtsaktuar und Mitglied der Rechnungskommission bei den Oberämtern Balingen und Hall. Zwischen 1829 und 1831 war er Kanzleiassistent bei der Regierung des Jagstkreises in Ellwangen und von 1831 bis 1837 Amtmann beim Rentamt Künzelsau. Von 1837 bis 1843 leitete er als Oberamtmann das Oberamt Künzelsau. 1843 ging Wolfer als Regierungsrat zur Regierung des Schwarzwaldkreises in Reutlingen. Von 1848 bis zu seinem frühen Tod im Jahr 1851 übernahm er die Leitung des Oberamts Reutlingen.